# Sternlebermoose

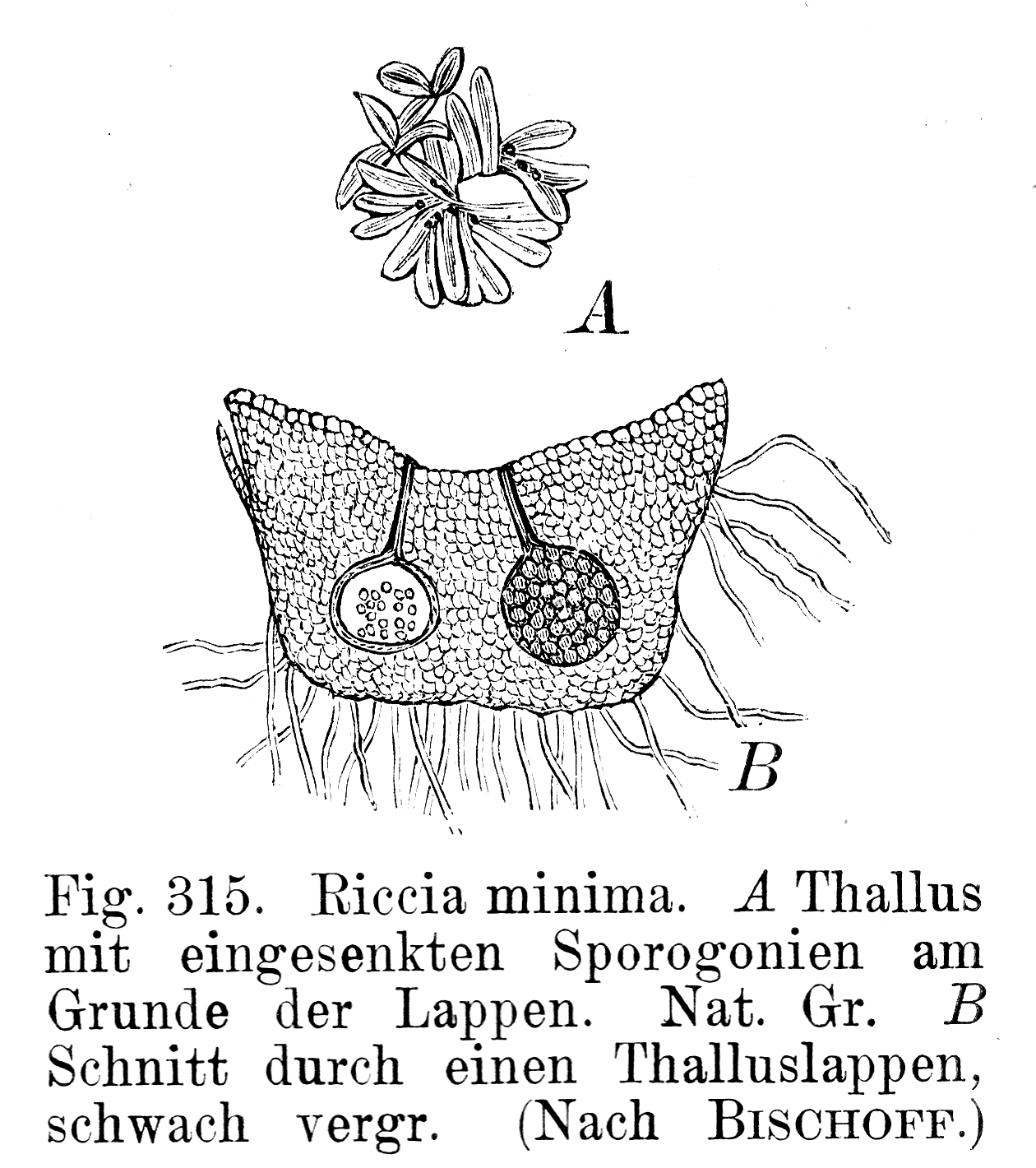

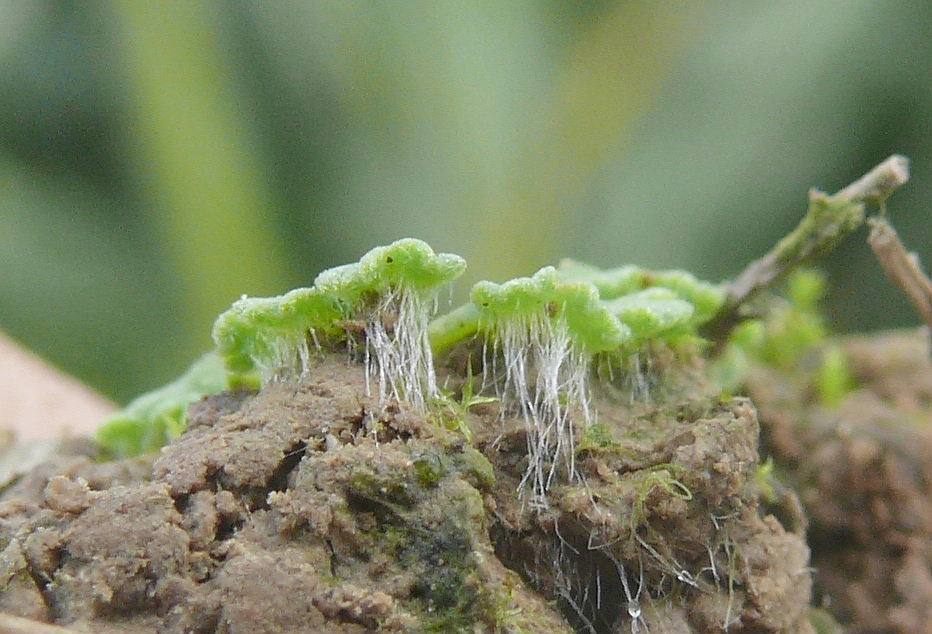
Rhizoide

Die Sternlebermoose (Riccia L.) sind eine Gattung innerhalb der Ordnung Marchantiales. Weltweit gehören über 150 Arten zur Gattung, deren Verbreitungszentrum in Gebieten mit mediterran geprägtem Klima liegt. Die europäischen Vertreter lassen sich anhand des Auftretens von Luftkammern in die zwei Untergattungen Ricciella (mit Luftkammern) und Riccia unterteilen. Der Gattungsname ehrt den italienischen Senator Pietro Francesco de’ Ricci (1690–1751).

## Beschreibung
Riccien sind kleine, auf Erde oder im Wasser lebende Lebermoose, unter denen es sowohl annuelle als auch ausdauernde Arten gibt. Der Thallus besteht aus mehrfach dichotom verzweigten Segmenten, was zur Ausbildung der charakteristischen Rosetten- oder Halbrosettenform führt. Teilweise werden an den Rändern Papillen oder Cilien ausgebildet.

Das Gewebe kann entweder aus einem lose organisierten Assimilationsgewebe unter einer zumeist unterbrochenen Epidermis bestehen, oder es wird aus einer zusammenhängenden Epidermis mit darunterliegenden kompakten Zellreihen, ohne weitere Differenzierung gebildet.
Allen Arten der Gattung fehlen die sonst für viele Lebermoose charakteristischen Ölkörper.
Die Antheridien und Archegonien liegen zerstreut in den Thallus eingesenkt. Die reifen Sporen werden erst durch den Zerfall des Thallus freigegeben. Pro Kapsel werden 32–1350 Sporen mit einem Durchmesser von 40 bis 200 µm produziert. Ein wesentliches Bestimmungsmerkmal stellt bei einigen Arten die Anzahl und Größe der Luftkammern auf der Sporenoberfläche dar.

## Verbreitung
Die Gattung ist kosmopolitisch verbreitet. Ihr Verbreitungsschwerpunkt liegt jedoch in Gebieten mit einem mediterran geprägten Klima, wo auch das Diversitätszentrum der Gattung liegt. Wesentlich für das Auftreten der Gattung ist der Wechsel von trockenen und feuchten Perioden. In tropischen Gebieten ohne Trockenzeiten fehlt die Gattung daher.

## Ökologie
Riccia-Arten wachsen vor allem auf offenerdigen Standorten mit mineralischem Untergrund. Dabei werden bevorzugt Böden mit einem sehr guten Wasserhaltevermögen, wie Ton- und Lehmböden, besiedelt. Fast alle Arten sind relativ konkurrenzschwache Pionierarten, die auf eine regelmäßige Störung angewiesen sind. Solche Bedingungen sind häufig auf vom Menschen geschaffenen Standorten, wie z. B. Äckern oder periodisch trocken fallenden Kleingewässern, zu finden. Andere, wie beispielsweise Riccia cavernosa treten auf regelmäßig überschwemmten Auenböden entlang von Flüssen auf.

In Gebieten mit semiariden und ariden Bedingungen ändert sich die Ökologie der dort vorkommenden Sternlebermoose deutlich. Die Arten sind zu meist ausdauernd und nicht mehr einjährig und weisen Anpassungen an Austrocknung und Hitze auf. Wesentliche Merkmale sind häufig stark pigmentierte Thalli gegen die hohe Strahlungsintensität, die Einrollung der Thalli bei Austrocknung, sowie die Fähigkeit zum jahrelangen Überdauern in einem ausgetrockneten Zustand.
In solchen Gebieten sind Arten der Gattung Riccia mit anderen Lebermoosen, Flechten und Algen vergesellschaftet und bilden mit diesen zusammen biologische Krusten, die bei der Reduzierung der Erosion eine wesentliche Rolle spielen.

In Mitteleuropa treten die Arten vor allem in Teichboden- und Stoppelackergesellschaften auf. Auf leicht sauren bis subneutralen, feuchten Stoppeläckern sind Arten der Gattung in einer lebermoosreichen Ausprägung der Assoziation Pottietum truncatae Waldheim 1944 zu finden. In eher ozeanisch geprägten Klimaten ist eine Gesellschaft mit Riccia sorocarpa, Entosthodon fascicularis und teilweise Sphaerocarpos-Arten (Riccio sorocarpae-Funarietum fascicularis Lec. 1978) anzutreffen. Auf Teichböden ist vor allem das Riccio cavernosae-Pseudephemeretum nitidi All. ex v. Hübschm. 1957 verbreitet.

## Arten (Auswahl)

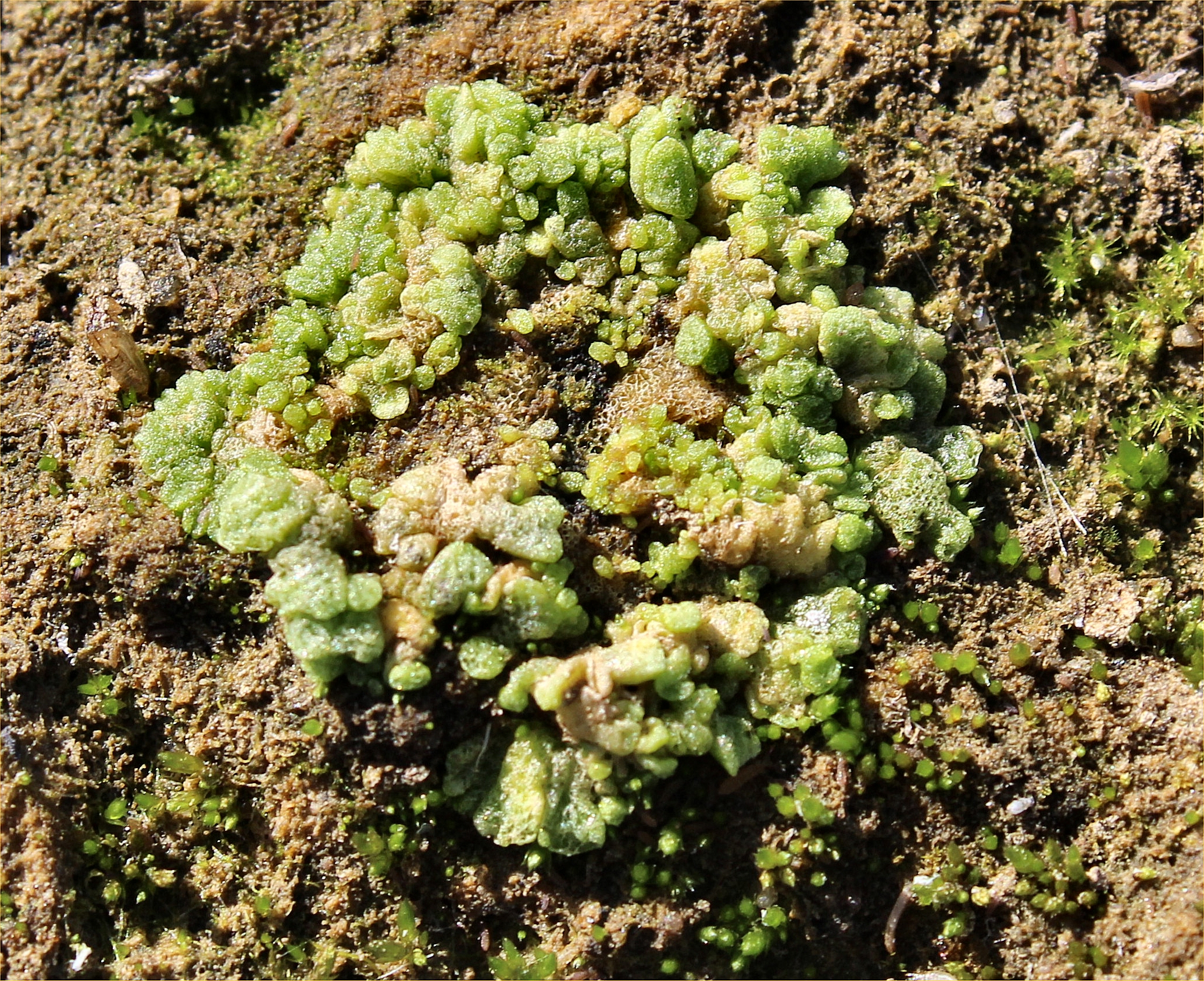
Riccia cavernosa am Rheinufer bei Bonn

Die Gattung lässt sich in fünf Untergattungen einteilen, von denen die Untergattungen Riccia und Ricciella in Mitteleuropa vertreten sind. Deren mitteleuropäische Vertreter werden im Folgenden aufgeführt.
- Subgenus Riccia mit kompaktem, undifferenziertem Gewebe
  - Haartragendes Sternlebermoos (Riccia ciliifera)
  - Riccia gougetiana
  - Riccia michelii
  - Riccia ciliata
  - Riccia intumescens
  - Staubfrüchtiges Sternlebermoos (Riccia sorocarpa)
  - Riccia papillosa
  - Riccia beyrichiana
  - Blaugrünes Sternlebermoos (Riccia glauca)
  - Riccia bifurca
  - Riccia gothica
  - Riccia subbifurca
  - Riccia trabutiana
  - Riccia warnstorfii
  - Riccia ligula
  - Riccia crozalsii
  - Riccia crustata
  - Riccia lamellosa
  - Riccia macrocarpa
  - Riccia sommieri
  - Riccia breidleri
  - Riccia bicarinata
  - Riccia atromarginata
- Subgenus Ricciella mit gekammertem Assimilationsgewebe
  - Riccia canaliculata
  - Riccia cavernosa
  - Riccia duplex
  - Untergetauchtes Sternlebermoos (Riccia fluitans)
  - Riccia huebeneriana
  - Riccia rhenana
  - Riccia frostii
  - Riccia crystallina
  - Riccia perennis
- Subgenus Thallocarpus
- Subgenus Viridisquamata
- Subgenus Leptoriccia